# Datan i Abiron

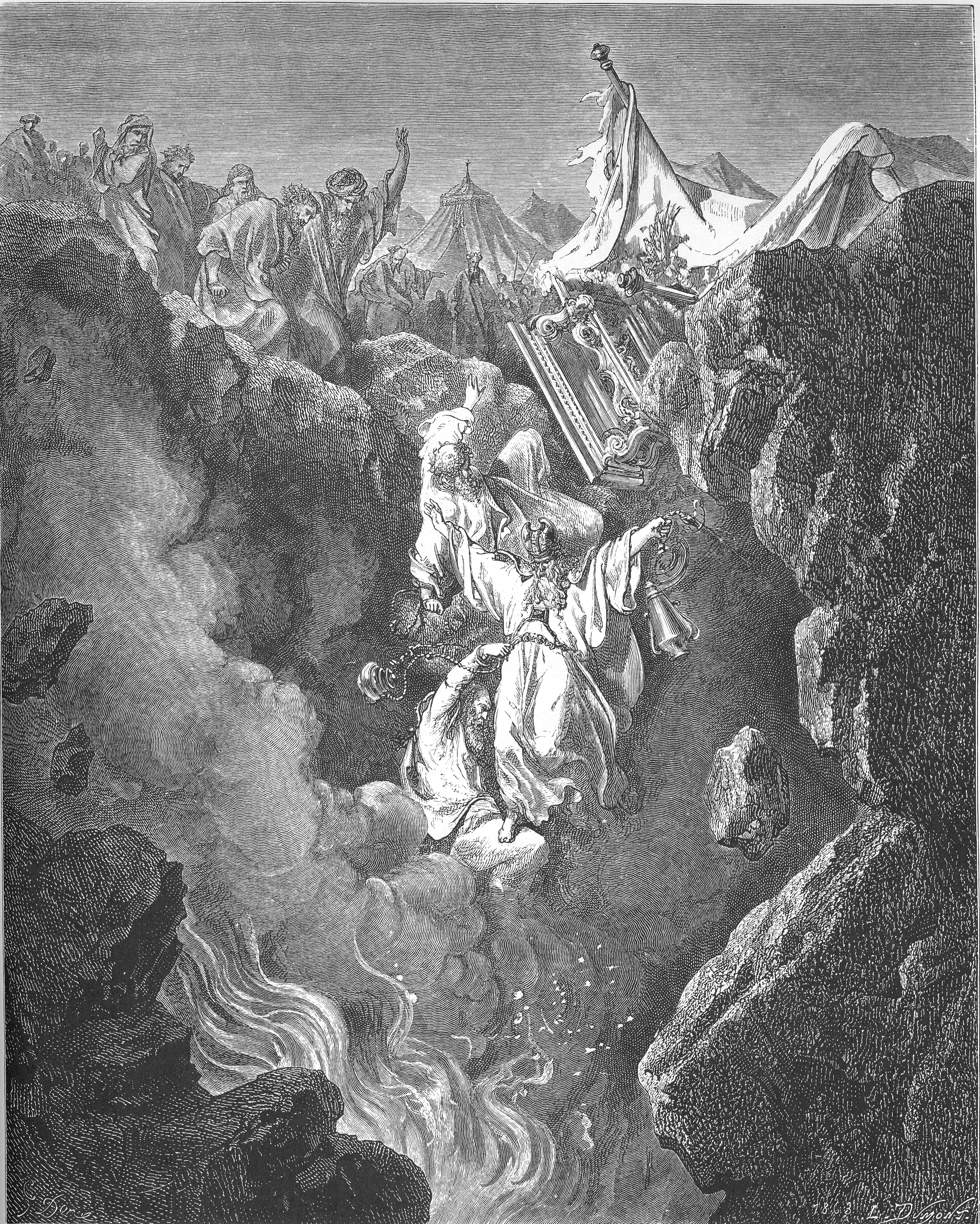
Mort de Corè, Datan i Abiram, Gustave Doré.

Segons la Bíblia, Datan (en hebreu דתן, Dathan) i Abiron o Abiram (en hebreu אֲבִירָם, Abiron o Abiram) eren dos germans israelites que es van rebel·lar contra Moisès durant l'Èxode del poble hebreu pel desert després de la sortida d'Egipte.
Datan i Abiron eren germans i fills d'Heliab, un net del patriarca Rubèn. Un germà seu s'anomenava Nemuel. Juntament amb el quehatita Corè, van reunir 250 membres del Sanedrí per prendre-li el poder al profeta Moisès i convertir-se en la casta regnant
Jahvè però els va castigar; va esberlar el terra davant de les seves tendes i tots els conspiradors van ser engolits i van morir juntament amb les seves famílies.

## Datan en les arts
L'aparició més coneguda de Datan és la interpretació d'Edward G. Robinson a la pel·lícula Els Deu Manaments de Cecil B. DeMille, on Charlton Heston feia el paper del profeta Moisès. Al film, Datan és un israelita que treballa per als egipcis actuant de capatàs i espia. De fet, després de delatar Moisès, el faraó el nomena Governador de Goshen.
Datan surt d'Egipte amb la resta dels esclaus israelites i és un dels conspiradors per crear el Vedell d'or. Quan Moisès baixa de la muntanya i veu què ha fet el seu poble, enfurismat llença les taules de la Llei i s'esberla el terra, engolint molts idòlatres i entre ells el mateix Datan.